# Мундарі
Мундарі — етнічна група, що проживає в Південному Судані й нараховує 70 000—100 000 осіб. Проживають переважно в штаті Центральна Екваторія. Найважливіші поселення — Кайо Кейо, Лірія, Мангалла, Рокон, Талі, Теракека, Томбе, Єї. Займаються переважно скотарством. Мундарі поділяються на клани, приналежність до яких визначається за походженням по батьковій лінії. Політично мундарі організовані в незалежні села, на чолі яких стоїть голова, що передає свою посаду в спадок. Традиційна релігія мундарі — віра в бога Нгуна (Ngun).